# Adetus furculicauda
Adetus furculicauda là một loài bọ cánh cứng trong họ Cerambycidae.